# Siraya (ethnie)

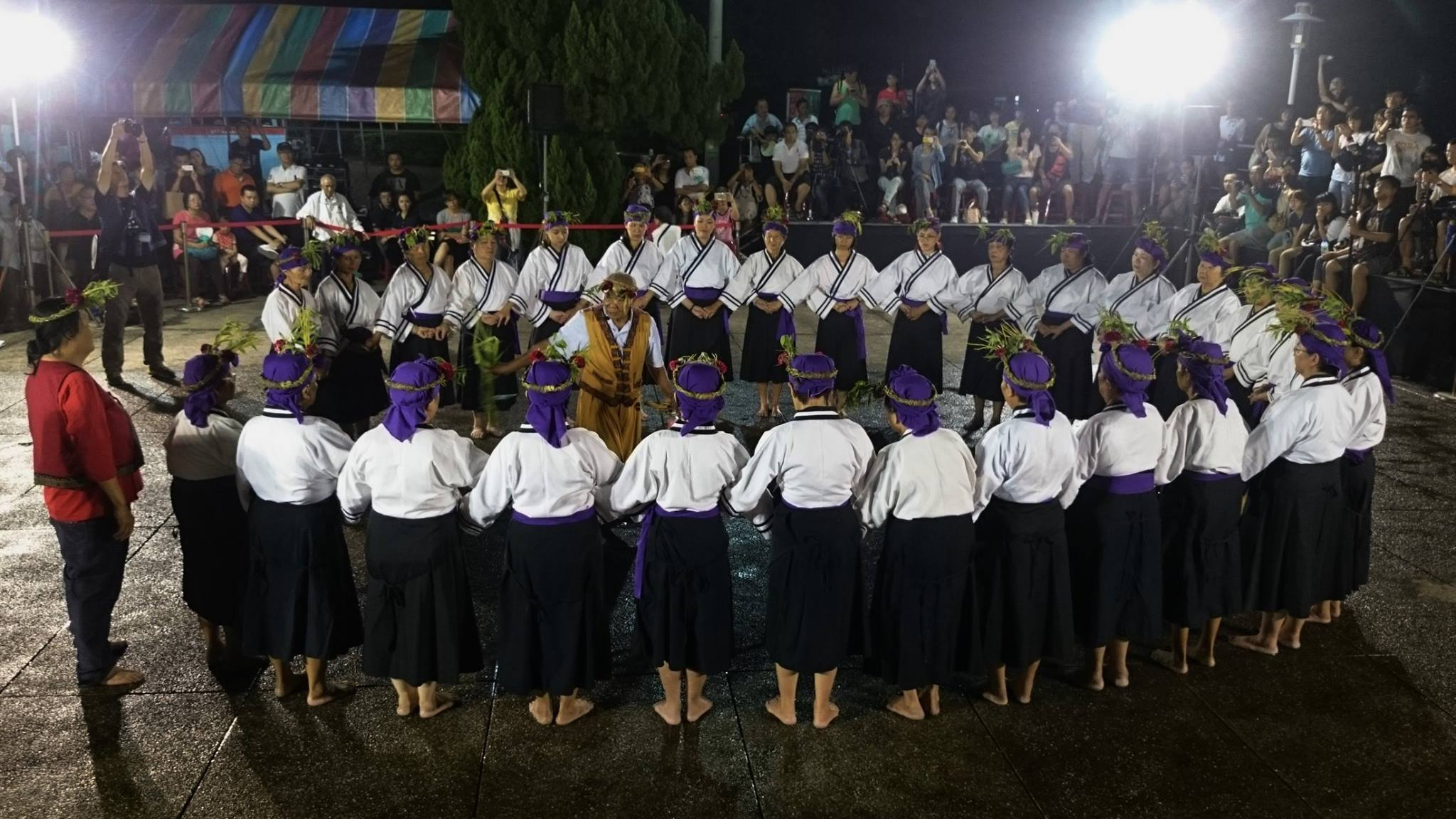

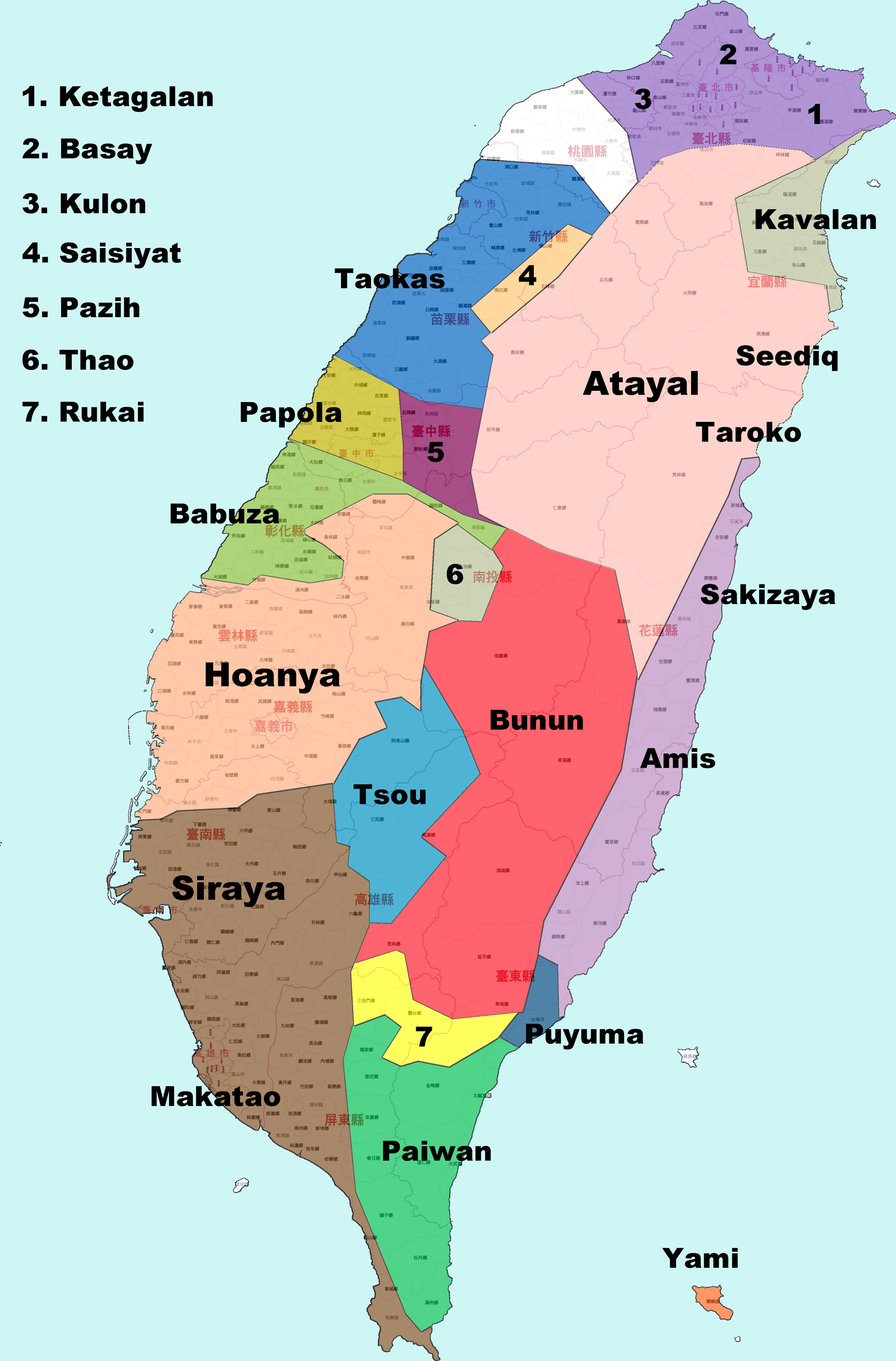
Répartition des groupes aborigènes de Taïwan.

Les Siraya sont l'un des groupes aborigènes de Taïwan, mais ne sont pas reconnus officiellement par la République de Chine.